# Aldis Hodge
Aldis Alexander Basil Hodge, mais conhecido como Aldis Hodge (Condado de Oslow, 20 de setembro de 1986) é um ator norte-americano, conhecido por interpretar Alec Hardison na série Leverage e MC Ren no filme Straight Outta Compton. Ele é irmão do ator Edwin Hodge.

## Filmografia

### Cinema
| Ano  | Título                                              | Personagem                            |
| ---- | --------------------------------------------------- | ------------------------------------- |
| 1995 | Die Hard with a Vengeance                           | Raymond                               |
| 1996 | Bed of Roses                                        | Prince                                |
| 2000 | Big Momma's House                                   | Jogador de basquetebol adolescente #2 |
| 2004 | The Ladykillers                                     | Donut Gangster                        |
| 2005 | The Tenants (2005)                                  | Sam Clemence                          |
| 2005 | Little Athens                                       | Pitt                                  |
| 2005 | Edmond                                              | Leafletter                            |
| 2006 | Happy Feet                                          | Voz                                   |
| 2006 | American Dreamz                                     | Soldado Chuck                         |
| 2009 | Red Sands (2009)                                    | Trevor                                |
| 2015 | Straight Outta Compton: A História do N.W.A. (2015) | MC Ren                                |
| 2016 | Jack Reacher: Never Go Back                         | Capitão Anthony Espin                 |
| 2016 | Hidden Figures                                      | Levi Jackson                          |
| 2018 | Brian Banks                                         | Brian Banks                           |
| 2019 | Clemency                                            | Anthony Woods                         |
| 2019 | What Men Want                                       | Will                                  |
| 2019 | Magic Camp                                          | Devin                                 |
| 2022 | Adão Negro                                          | Carter Hall/Gavião Negro              |

### Televisão
| Ano       | Programa                       | Personagem                  | Nota                                                                                        |
| --------- | ------------------------------ | --------------------------- | ------------------------------------------------------------------------------------------- |
| 1997      | Between Brothers               | Reggie                      | "Family Affair"                                                                             |
| 1998      | NYPD Blue                      | Eddy                        | "Weaver of Hate"                                                                            |
| 1999      | Buffy the Vampire Slayer       | Masked Teen                 | "Fear Itself"                                                                               |
| 1999–2000 | Pacific Blue                   | Maurice Raymond             | "Juvies" 1999 and "Kangaroo Court" 2000                                                     |
| 2000      | Judging Amy                    | Lester Clancy               | "Zero Tolerance"                                                                            |
| 2000      | City of Angels                 | Marcus Hall                 | "SWATs Happening" e "Lake Erie"                                                             |
| 2001      | Becker                         | Graduate #1                 | "2001 1/2: A Graduation Odyssey"                                                            |
| 2002      | Boston Public                  | Andre                       | "Chapter Thirty-Seven"                                                                      |
| 2002      | Charmed                        | Trey                        | "Long Live the Queen"                                                                       |
| 2003      | ER                             | Young Man                   | "The Lost"                                                                                  |
| 2003      | Cold Case                      | Young Mason Tucker          | "The Runner"                                                                                |
| 2003      | American Dreams                | (Não creditado)             | "Rescue Me" e "Another Saturday Night"                                                      |
| 2006      | Half & Half                    | (Kadeem)                    | "The Big Training Episode                                                                   |
| 2006      | The Game                       | (Derwin Davis)              | Pilot Episode                                                                               |
| 2006      | Numb3rs                        | Travis Grant                | "The OG"                                                                                    |
| 2006      | Girlfriends                    | Matthew Miles               | "The Game", "Good News, Bad News", e "L.A. Bound"                                           |
| 2006      | Bones                          | Jimmy Merton                | "The Soldier on the Grave"                                                                  |
| 2006–2007 | Friday Night Lights            | Ray "Voodoo" Tatum          | "Wind Spirits", "Who's Your Daddy", "Git'er Done", "Best Laid Plans", e "State"             |
| 2007      | Supernatural                   | Jake Talley                 | "All Hell Breaks Loose Part 1" e "All Hell Breaks Loose Part 2"                             |
| 2007      | Standoff                       | Nathan Hall                 | "The Kids in the Hall"                                                                      |
| 2008      | CSI: Crime Scene Investigation | Tony Thorpe                 | "Too Tough to Die" e "The Happy Place"                                                      |
| 2008      | Leverage                       | Alec Hardison               | Elenco (21 episódios, 2008-atualmente)                                                      |
| 2009      | Castle                         | Azi                         |                                                                                             |
| 2009      | The Forgotten                  | Danny Rowe                  | Episode: "Prisoner Jane"                                                                    |
| 2010      | Mad                            | Usher, Sinestro, Frog (voz) | Episode: "WALL-E-NATOR/Extreme Renovation: House Edition - Superman's Fortress of Solitude" |
| 2010      | Private Practice               | Esau Ajawke                 | Episode: "Fear of Flying"                                                                   |
| 2010      | The Chicago Code               | Deon Luckett                | Episode: "St. Valentines Day Massacre"                                                      |
| 2011      | CSI: Miami                     | Isaiah Stiles               | Episode: "Sinner Takes All"                                                                 |
| 2014      | The Walking Dead               | Mike                        | Episode: "After"                                                                            |
| 2014      | The After                      | D. Love                     | TV Movie                                                                                    |
| 2014–2017 | Turn: Washington's Spies       | Jordan a.k.a. Akinbode      | Recurring, 17 episodes                                                                      |
| 2016–2017 | Underground                    | Noah                        | Main character                                                                              |
| 2017      | The Blacklist                  | Mario Dixon                 | Episode: "Mr. Kaplan"                                                                       |
| 2017      | Black Mirror                   | Jack                        | Episode: "Black Museum"                                                                     |
| 2018      | Star Trek: Short Treks         | Craft                       | Episode: "Calypso"                                                                          |
| 2019      | City on a Hill                 | Decourcy Ward               | Main character                                                                              |
| 2019      | Medal Of Honor                 | Edward Carter               | Episode: "Edward Carter"                                                                    |